# Houwingaham
Houwingaham (ook Houwingeham) is een verdwenen middeleeuwse veenontginningsnederzetting in het voormalige Reiderland. De nederzetting werd verlaten na de Dollardoverstromingen in het begin van de zestiende eeuw. De vroegste vermelding van Houwingaham dateert uit 1325. De naam was nog in de zeventiende eeuw bekend. In 1628 wilde men de nieuwe schans aan de Duitse grens de naam van Houwingaham geven, echter werd er gekozen voor Langakkerschans (tegenwoordig bekend als Bad Nieuweschans). De middeleeuwse nederzetting Houwingaham werd verplaatst naar de zuidelijker gelegen nederzettingen Hamdijk en Den Ham in het kerspel Bellingwolde. Op het Nederlandse deel van het dorp ligt sinds 1998 het Bos op Houwingaham. Het voormalige kerkhof is daarin uitgespaard als een weiland.

## Archeologisch onderzoek
In 1933 werden bij landbouwwerkzaamheden voor het eerst de kerkfunderingen van Houwingaham gesignaleerd. Landbouwer Eltjo Tijdens (Hamdijk 27, 't Spille Leen) stuitte in 1958 tijdens grondwerkzaamheden op de fundamenten van een steenhuis.
Tijdens archeologisch onderzoek in 1992 en 1998 werden de funderingen van de kerk door middel van magnetrometrisch gelokaliseerd. De kerk bleek omgeven door een vierkante gracht. Het was een eenvoudig zaalkerkje, circa 35 m lang en 13 m breed, met een ronde koorsluiting. Op grond van de laat-Romaanse stijl kan het gebouw op de tweede helft van de 12e of de 13e eeuw gedateerd worden.
Tijdens het onderzoek werden ook fundamenten van twee (andere) steenhuizen gevonden. De steenhuizen werden archeologisch onderzocht in 1999 en werden aan de hand van dendrochronologisch onderzoek gedateerd in de tweede helft van de dertiende eeuw. Beide steenhuizen werden mogelijk al in de veertiende eeuw afgebroken, waarbij er één mogelijk nooit afgebouwd is geweest. Tijdens het onderzoek werden geen sporen van andere woonhuizen aangetroffen, mogelijk omdat het om de houtconstructies ging die na de overstromingen volledig werden afgebroken. Gezien de vondst van turf is het zelfs mogelijk dat men een soort plaggenwoningen heeft gebouwd. De vondsten toonden tevens aan dat het gebied al vroegtijdig in het bereik van de zee lag. De nederzetting van Houwingaham loopt door op Duits grondgebied.

## Geschiedenis
De hoofdeling Nonna Uwinga van Honingahan (lees: Houingaham) wordt in 1325 genoemd. Hij was een van de drie leidende rechters in het Reiderland. In 1395 komt de naam van Tyabbe Yeldrix, hoofdeling in den Ham voor als bestuurder van Westerwolde namens de minderjarige gebroeders Addinga. De naam komt van ham, dat 'hoek, landtong, afgebakend stuk weiland' betekent, hier met de familienaam Houwinga..Het kerkgebouw was gewijd aan SInt Jacob.
Omstreeks 1475 was Howengehom een van de weinige kerkdorpen van het verdronken Reiderland die nog min of meer intact was. Daarna trad het verval. Een Münsters parochieregisters uit 1501 vermeldt het dorp foutief onder de naam Blehammis (Blijham). Houwingaham lag inmiddels aan zee: de troepen van Erik van Brunswijk landden in 1500 bij Hayingehorne, vanwaar ze naar Bunde trokken. De oude kerk werd afgebroken, de bezittingen werden kennelijk verdeeld. In 1503 was sprake van de landerijen van de nieuwe kerk (der nyger kerken), waarbij we zullen moeten denken aan Beerta. De pastorie van Beerta bezat nog in 1578 twaalf akkers land in den Ham (vermoedelijk Houwingaham), die oorspronkelijk bij Ulsda hoorden. De kerk van Bunde bezat de aangrenzende akkers. De inwoners van Houwingaham gingen voortaan in Beerta ter kerke; enkele getuigen verklaarden later over deze Hamsters dat "de pastoor offte mispape in de Beerta syn competentie heeft gevordert van de doden en versturvenen aldar".
Het gebied werd echter niet verlaten. In 1490 en 1493 werden negen akkers bij het Kakomaar (Hamsterdiep) in de Uitham verkocht, in 1501 drie akkers bij het Kokemaer, in 1503 twaalf akkers te Howyngehamme, in 1508 drieënhalve akkers op de Langeakkers (het latere Nieuweschans), in 1511 nogmaals een akker in de Utherham en vijf te Howingaham, in 1514 vijf akkers in den Ham. Veel landerijen kwamen in handen van de kloosters Ter Apel en Dünebroek.   De buitendijkse kwelders werden gezamenlijk gebruikt, ieder dorp had een eigen vluchtheuvel zoals De Bult,  de Meene- of Mennobult, de Bonderwarf (bij Nieuweschans) en de Hamsterwerf (bij Booneschans, mogelijk de oude kerkplaats). Doordat de Lethe echter zijn loop naar het zuiden verlegde, werd de landtong van Nieuweschans (Lietsland) onbereikbaar. De dorpen Bellingwolde en Blijham werden in 1536 samen met de (bedijkte) hamlanden en (onbedijkte) uthgorsen in leen gegeven aan stadhouder Schenck van Toutenburg. Beide dorpen maakten in 1560 bezwaar bij de stad Groningen dat de nieuwe heer van Westerwolde hun onbedijkte kwelders wilde annexeren. De stad besloot daarop het eiland Ulsda aan te kopen. De dorpsheer nam dit kennelijk vooral een van de voormalige bewoners van Houwingaham, die land had op de Langeakkers, kwalijk.
Het grootste deel van de bevolking is vermoedelijk uitgeweken naar de dochternederzettingen Utham of Nye ham en Upham (Den Ham?), die op de rand van het hoogveen bij Bellingwolde waren gesticht. Het kerspel Bellingwolde met de huizen Utham en Upham wordt al genoemd in 1498. De schoolmeester van Nieuweschans schrijft in 1828:
"Men wil, dat kort na het leggen van den dyk, tusschen den Hamdyk en den Ham nog eene streek huizen zoude gelegen hebben en Uit den Ham zoude genoemd zyn. Dit is ook niet geheel onwaarschynlyk, dewyl de overblyfsels van oude bouwstoffen, nog op vele daar ter plaats aanwezige oude werven, de sprekende bewyzen zyn, dat aldaar huizen, en zelfs wel in orde naast elkander gestaan hebben."
In 1527 werd vermoedelijk in Den Ham een nieuwe dorpskerk gebouwd, die net als de vorige werd gewijd aan Sint Jacob, maar nu in het bisdom Osnabrück. Houwingaham behoorde vanouds tot het bisdom Münster, Bellingwolde viel onder Osnabrück en vormde bovendien een eigen rechtstoel. In 1538 was sprake van de carspele van Bellinck wolt ende den Ham. Vervolgens wordt steeds gesproken over de drie kerspelen Billinckwolde, Ham en Blyham als behorend bij Westerwolde. Het kerspel Ham (Den Ham) wordt nog wel vermeld in een lijst van parochies in het nieuwe bisdom Groningen uit 1561. Daarna zwijgen de bronnen. Toch wordt nog 1596 gesproken over de rechter to Bellinckwoldt, Ham unde Bleyham.
In 1632 was het oorspronkelijke dorp Houwingeham niet meer zichtbaar; vissers beweerden dat ze bij het opzetten van hun netten op het Sint-Jacobskerkhof of Houingehamsterhof (d.i. het kerkhof van Houingeham) op schedels en mensenbeenderen stuitten. Op een zeventiende-eeuwse kaart wordt Houwingaham afgebeeld als een kwelder of zandbank in de Dollard. Het hele grondgebied ten zuiden van de Westerwoldse Aa was inmiddels ingelijfd bij Bellingwolde. Wel maakten de voormalige bewoners nog in 1636 aanspraak op deze kwelders. In bedijkingscontract uit dit jaar wordt Bellingwolde met Heuwingaham genoemd. De geplande dijk zou de buitenrand van de kwelders volgen oover de Beerster en Ulsder ende Bellegewoldster uijterdijcken tot an Haije Fockens huis inde Ham ofte daer omtrent.
De bewoners van de Utham verhuisden later, toen het overstroomde gebied weer bedijkt was, naar de Hamdijk en later ook naar Koudehoek.
Houwingaham moet niet verward worden met het kerkdorp Houwingahof of Houwingagast aan de overzijde van de Westerwoldse Aa, mogelijk in de omgeving van Beersterhoogen. Houwingaham lag bovendien in het verlengde van Wynedaham, eveneens aan de overzijde van de Westerwoldse Aa ter hoogte van Nieuw-Beerta. Het ligt voor de hand dat een van deze dorpen een oudere kernparochie is geweest. Dergelijke uitgestrekte nederzettingen aan beide zijden van een rivier zijn ook te vinden bij Midwolda, Scheemda en Oostwold.